# Enteroctopus
Enteroctopus Rochebrune e Mabille, 1889 è un genere di cefalopodi della famiglia degli Enteroctopodidi.
I suoi membri, caratterizzati da grosse dimensioni, sono comunemente noti in italiano come polpi giganti.

## Etimologia
Il nome generico Enteroctopus fu creato da Alphonse Tremeau de Rochebrune e Jules François Mabille nel 1887 e pubblicato nel 1889, dal greco antico: ἔντερον?, énteron ("intestino") e ὀκτώπους, oktṓpous ("con otto piedi"), quindi «animale con otto piedi [con le zampe/braccia a forma di] tubo intestinale».

## Descrizione
La specie a cui più si addice il nome di «polpo gigante» è Enteroctopus dofleini, a cui appartiene il più grande polpo conosciuto, un esemplare del peso di 71 kg. Può superare i 3 metri di lunghezza. Le altre specie sono invece molto più piccole: E. megalocyathus, ad esempio, raggiunge al massimo i 4 kg di peso e un metro di lunghezza. E. magnificus raggiunge una lunghezza massima di 1,5 m.
Il corpo delle varie specie di Enteroctopus è ricoperto da caratteristiche frange carnose che si estendono in senso longitudinale sia sul dorso che sui lati. La testa è molto più piccola del mantello. L'ectocotile dei maschi, situato sul terzo tentacolo destro, è lungo e sottile rispetto a quello di altre specie di octopodidi e spesso occupa un quinto della lunghezza del tentacolo.

## Distribuzione e habitat
Le specie del genere Enteroctopus sono ristrette alle aree temperate di entrambi gli emisferi. E. dofleini è l'unica specie diffusa nell'emisfero boreale ed è anche quella dall'areale più vasto: esso va, infatti, da San Diego (California) al Giappone, comprendendo anche il Mare di Okhotsk e quello di Bering. Le altre tre specie vivono solo nell'emisfero australe: E. megalocyathus lungo le coste sud-orientali del Sudamerica, E. magnificus lungo le coste sud-occidentali dell'Africa, dalla Namibia a Port Elizabeth (Sudafrica), ed E. zealandicus nelle acque temperate della Nuova Zelanda.

## Tassonomia
Il genere Enteroctopus comprende le seguenti specie:
- Enteroctopus dofleini (Wülker, 1910) – polpo del Pacifico[10] (conosciuto maggiormente come polpo gigante del Pacifico)
- Enteroctopus magnificus (Villanueva, Sánchez & Compagno Roeleveld, 1992) – polpo gigante australe
- Enteroctopus megalocyathus (Gould, 1852) – polpo del Pacifico[10]
- Enteroctopus zealandicus (Benham, 1944) –